# Coluna salomônica
Coluna salomônica (português brasileiro) ou coluna salomónica (português europeu) ou coluna torsa, é uma coluna em forma helicoidal, caracterizada por um fuste lavrado em espiral e torcido (torsa) como um saca-rolhas. Não está associada a uma ordem clássica específica, embora a maioria dos exemplos tenha capitéis coríntios ou compósitas, característica da arquitetura barroca. Mas pode ser coroada com qualquer desenho, por exemplo, uma coluna salomônica dórica romana ou uma coluna salomônica jônica.

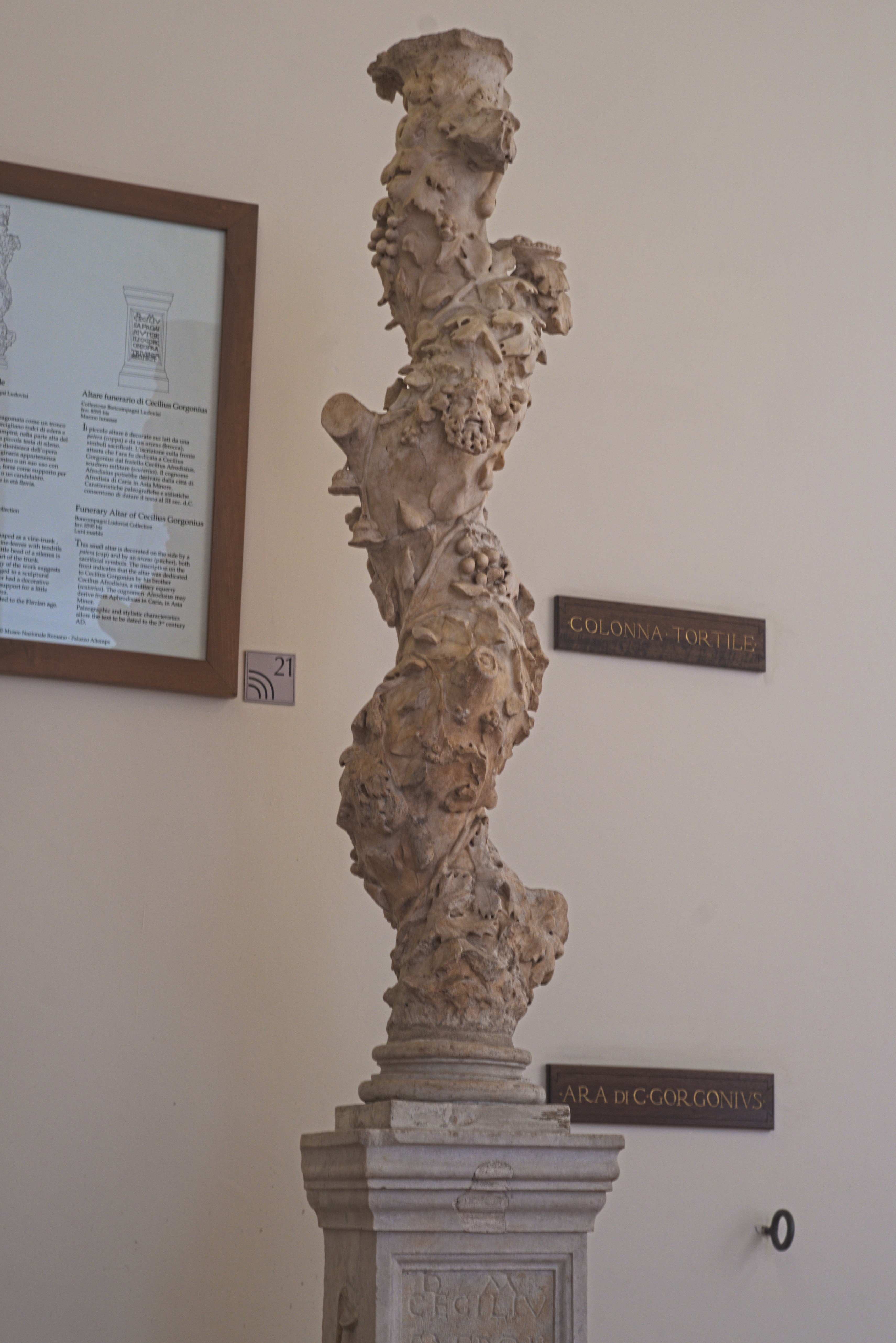
A chamada coluna Ludovisi, um possível antepassado datado por motivos estilísticos da dinastia Flaviana

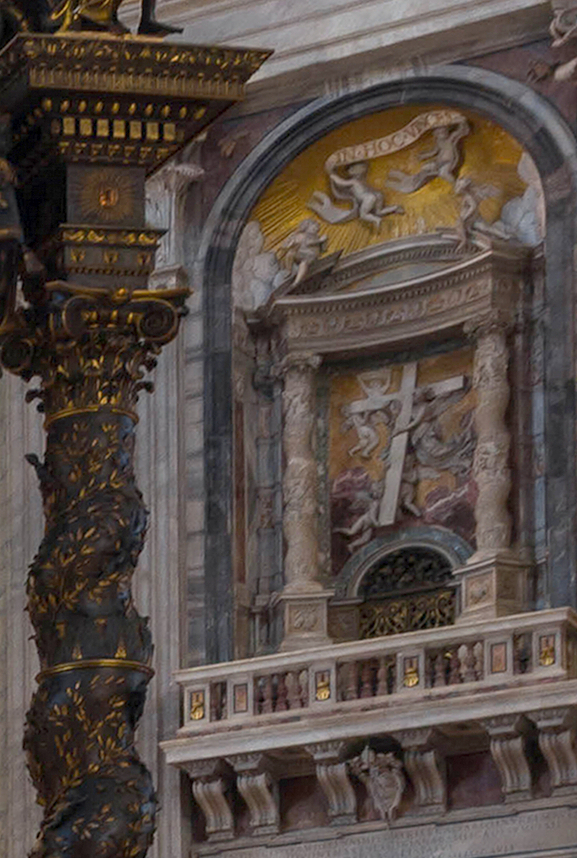
À direita, duas das colunas salomónicas trazidas para Roma por Constantino, na sua localização atual, num pontão da Basílica de São Pedro. Em primeiro plano, à esquerda, está parte do Baldaquino de Bernini, inspirado nas colunas originais.

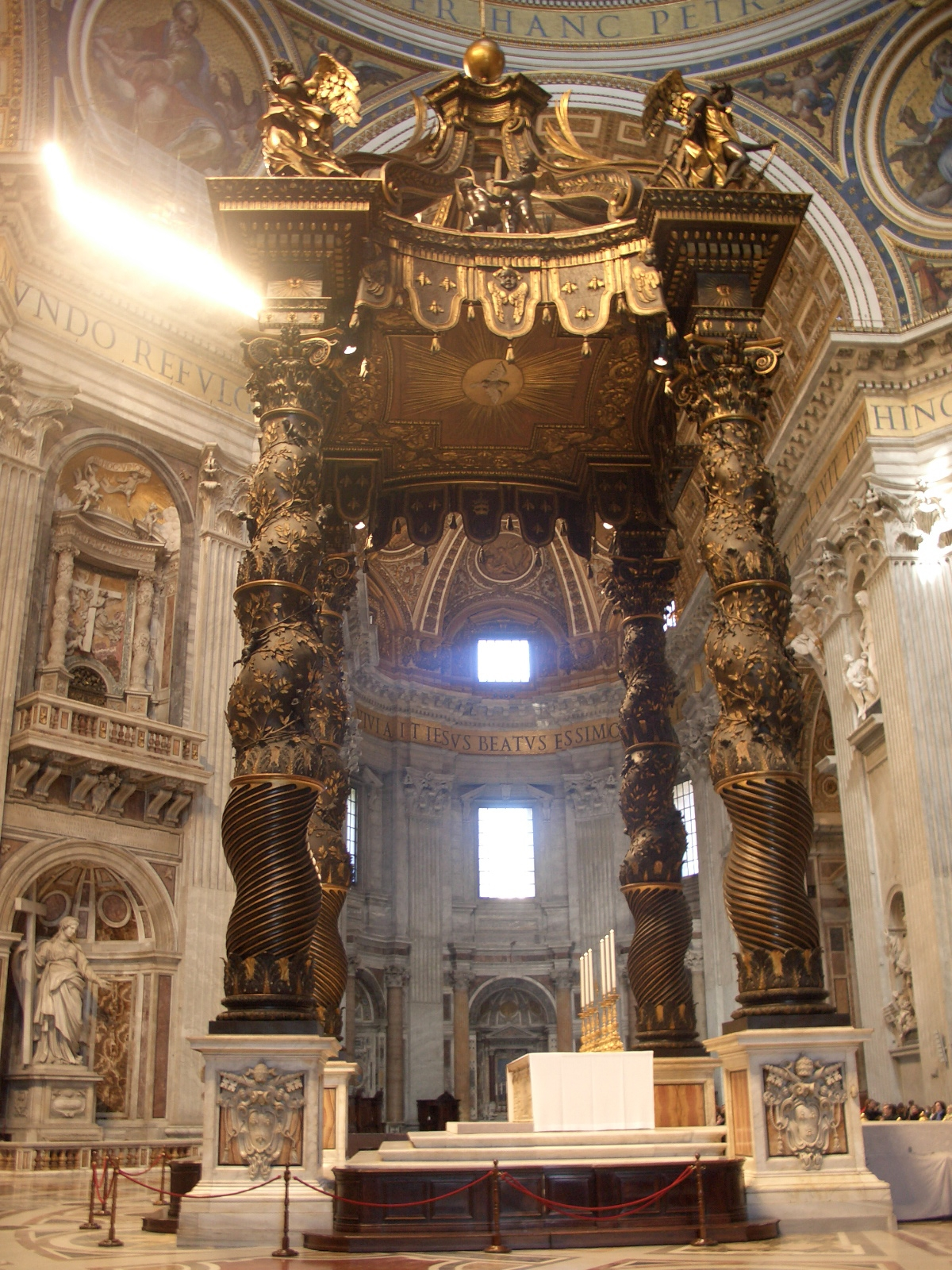
Baldaquino da Basílica de São Pedro, com colunas salomônicas, no Vaticano.

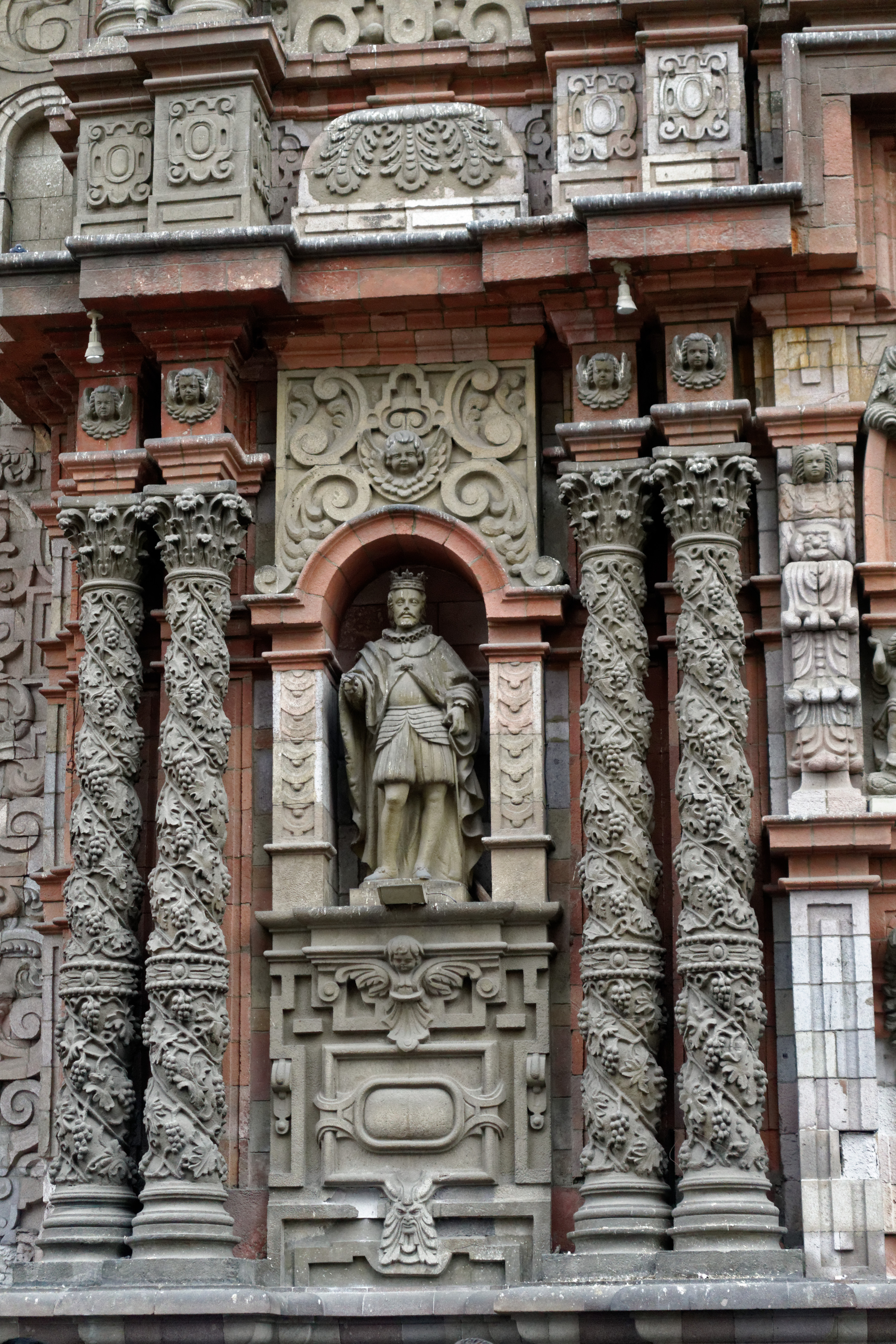
Colunas salomónicas na fachada barroca da Basílica de Nuestra Señora de la Merced em Lima construída em 1614

Talvez originário do Oriente Próximo, é uma característica da arquitetura romana tardia, revivida na arquitetura barroca, especialmente nos mundos de língua espanhola e portuguesa. É provável que os dois conjuntos de colunas, ambos no cenário muito prestigioso da Basílica de São Pedro em Roma, tenham sido importantes na ampla difusão do estilo. O primeiro era relativamente pequeno e dado por Constantino, o Grande, no século IV. Acredita-se pois que a denominação surja das colunas do templo de Jerusalém, destruído em 587 a.C., cujo nome do estilo é dado em homenagem ao bíblico Salomão. Esse templo teria duas colunas principais, com fuste retorcido, flanqueando o átrio, cujos nomes eram Boaz e Jaquim, que simbolizavam, respectivamente, a força e a estabilidade. O segundo conjunto são os do Baldaquino de São Pedro de Bernini, concluído em 1633. Esse estilo peculiar de fuste pode ter evoluído desde o estilo manifestado na coluna de Trajano da Roma Antiga, erguida em homenagem ao imperador Trajano (r. 98–117), embora também pareçam ter sido usadas na arquitetura e decoração bizantinas.
Uma coluna salomônica começa em uma base e termina em um capitel, como a coluna clássica, mas com o fuste retorcido de forma helicoidal que produz um efeito de movimento e dramatismo. A introdução da coluna salomônica no barroco manifesta a condição de movimento. Em muitas ocasiões o fuste é coberto com decoração de folhas de acanto. Os capitéis podem ser de diversas ordens, predominando a compósita e a coríntia. É corrente que seu uso seja mais ornamental que tectônico, pelo que é muito mais comum ela ser usada em retábulos ou adossada a outros adornos.